# クリストファー・ソーントン
クリストファー・ソーントン（Christopher Thornton、1967年3月29日 - ）はアメリカ合衆国の俳優。

## 略歴
ルイジアナ州ニューオーリンズに生まれた。ニューオーリンズ大学で演劇を専攻しながらいくつかの劇に出演したが、2年で中退しロサンゼルスのステラ・アドラー音楽院（Stella Adler Studio of Acting）で演劇を学んだ。
「ウォッチャーズ2」（1999）で初の長編映画に出演したが、ミュータントに目をくり抜かれるだけの役だった。
その2年後、25歳のときにロッククライミング中に転落事故を起こし、2ヶ所の椎骨を骨折して下半身不随となる。事故からわずか6ヶ月で舞台に復帰し、車椅子の主人公を演じてローグ賞を獲得した。2000年、ロサンゼルスのリリアンシアターでハムレット役に抜擢され、シェイクスピア劇を車椅子で演じた初めての俳優として話題になった。
その後も「ラリーのミッドライフ★クライシス」「エイリアス」「ブラザーズ&シスターズ」「マイネーム・イズ・アール」「グレイズ・アナトミー」「ふたりは友達? ウィル&グレイス」などのテレビドラマに出演し、2018年に始まった「私立探偵マグナム」では退役軍人のシャミー役でレギュラー出演した。

## プライベート
2009年3月に女優のタラ・スチュワートと結婚した。

## 主な出演作品

### 映画
| 製作年 | 邦題2 原題                                               | 役名                 | 備考 |
| ------ | -------------------------------------------------------- | -------------------- | ---- |
| 1990   | ウォッチャーズ2 WatchersⅡ                                | モーテルの青年       |      |
| 2010   | シンパシー・フォー・デリシャス Sympathy for Delicious    | ディーン             |      |
| 2018   | ドント・ウォーリー Don't Worry, He Won't Get Far on Foot | チャールズ・マーリー |      |

### テレビドラマ
| 製作年    | 邦題2 原題                                                   | 役名                   | 備考        |
| --------- | ------------------------------------------------------------ | ---------------------- | ----------- |
| 2001      | ラリーのミッドライフ★クライシス The Midnight Library         | クリフ・コブ           | 1エピソード |
| 2001      | エイリアス Alias                                             | ネヴィル               | 2エピソード |
| 2008      | マイネーム・イズ・アール My Name Is Earl                     | ブレット・ハンセン     | 1エピソード |
| 2010      | ブラザーズ&シスターズ Brothers & Sisters                     | アーロン               | 1エピソード |
| 2010      | ライ・トゥ・ミー 嘘の瞬間 Lie to Me                          | ジョニー・ウィールス   | 1エピソード |
| 2015      | バトル・クリーク 格差警察署 Battle Creek                     | ミッキー・ロング       | 1エピソード |
| 2016      | グレイズ・アナトミー Grey's Anatomy                          | ダニエル・キャンベル   | 1エピソード |
| 2017      | バイス・プリンシパルズ Vice Principals                       | Mr.ミルナー            | 5エピソード |
| 2018      | サンタクラリータ・ダイエット Santa Clarita Diet              | ケヴィン               | 1エピソード |
| 2019-2023 | 私立探偵マグナム Magnum P.I.                                 | シャミー・シャンバーグ | レギュラー  |
| 2020      | ふたりは友達? ウィル&グレイス Will & Grace                   | ルーク                 | 2エピソード |
| 2023      | リンカーン弁護士 The Lincoln Lawyer                          | サム・スケールズ       | 1エピソード |
| 2023      | メル・ブルックス/珍説世界史PARTⅡ History of the World: PartⅡ | ティッカー             | 1エピソード |
| 2024      | 推定無罪 Presumed Innocent                                   | ジェレミー・バック     | 1エピソード |